# Матвєєв Геннадій Михайлович
Генна́дій Миха́йлович Матвє́єв (нар. 22 серпня 1937, Ростов-на-Дону, СРСР — пом. 15 січня 2014, Німеччина) — радянський та російський футболіст і тренер. Найбільше відомий завдяки виступам у складі клубів «Ростсільмаш» та СКА з Ростова-на-Дону. Викликався до лав національної та олімпійської збірних СРСР. Майстер спорту СРСР (1960).

## Життєпис
Геннадій Матвєєв народився в Ростові-на-Дону, де й почав займатися футболом у школі «Динамо» під керівництвом Сергія Домбазова. У 20-річному віці Матвєєв дебютував у складі ростовського «Торпедо» (наступного року команда змінила назву на «Ростсільмаш») і одразу почав демонструвати доволі непогано, як для юного дебютанта, гру. Вже наступного сезону, не в останню чергу завдяки 12 забитим м'ячам Матвєєва, команда посіла третє місце у 2ій зоні класу «Б», а сам вже через рік отримав пропозицію зіграти за головний клуб з Ростова-на-Дону — СКВО (з наступного року — СКА).
У 1960 році Матвєєв отримав почесне звання майстра спорту СРСР, а три роки потому отримав виклик до олімпійської збірної Радянського Союзу. Впевнену гра футболіста у складі клубу не залишили без уваги й тренери національної збірної. У 1966 році футболісти СКА дещо сенсаційно здобули срібні нагороди чемпіонату СРСР 1966, а сам Матвєєв під першим номером потрапив до списку «33 найкращих футболістів сезону» на позиції крайнього нападника.
У 1968 році колишній капітан СКА розпочав тренерську кар'єру, отримавши призначення на посаду головного тренера «армійців» у віці 31 року. Вже наступного сезону футболісти СКА досягли значного успіху, ставши фіналістами Кубка СРСР. Окрім ростовського клубу Матвєєв працював також з армійським клубом Одеси, краснодарською «Кубанню», «Торпедо» з Таганрогу, футбольним клубом «Атоммаш» та уваровським «Хіміком».
15 січня 2014 року Геннадій Матвєєв після тривалої хвороби помер у одній з клінік Німеччини, де він мешкав останнім часом зі своєю сім'єю..

## Виступи за збірну
У олімпійській збірній Радянського Союзу Геннадій Матвєєв дебютував 22 липня 1963 року в поєдинку проти команди Фінляндії. Матч завершився розгромною перемогою збірної СРСР з рахунком 7:0, а сам Матвєєв двічі розписався у воротах суперника. 10 днів потому у грі-відповіді радянські футболісти знову виявилися сильнішими (перемога в чотири сухих м'ячі), а Матвєєв до свого доробку додав черговий забитий м'яч.
Наприкінці 1964 року футболіста було викликано до лав національної збірної на серію товариських поєдинків, у яких він чотири рази з'являвся на полі та навіть встиг залишити автограф у воротах голкіпера збірної Югославії. Однак наступного виклику довелося очікувати майже 2 року — у жовтні 1966 року Матвєєв ще двічі вдягав футболку збірної.
| 01. | 11.10.1964 | Австрія   | «Ернст-Гаппель», Відень           | Австрія — СРСР   | 1-0 | Товариський матч |            |  |  |
| 02. | 04.11.1964 | Алжир     | «Ель Аснассер», Алжир             | Алжир — СРСР     | 2-2 | Товариський матч | 9'         |  |  |
| 03. | 22.11.1964 | Югославія | «Црвена Звезда», Белград          | Югославія — СРСР | 1-1 | Товариський матч |            |  |  |
| 04. | 29.11.1964 | Болгарія  | «Васил Левський», Софія           | Болгарія — СРСР  | 0-0 | Товариський матч |            |  |  |
| 05. | 18.09.1966 | Югославія | Стадіон ЮНА, Белград              | Югославія — СРСР | 1-2 | Товариський матч | 45' (пен.) |  |  |
| 06. | 16.10.1966 | СРСР      | Центр. стадіон ім. Леніна, Москва | СРСР — Туреччина | 0-2 | Товариський матч |            |  |  |

## Досягнення
Командні трофеї як гравця
- Срібний призер чемпіонату СРСР (1): 1966
- Бронзовий призер 2 зони класу «Б» чемпіонату СРСР (1): 1958

Тренерські досягнення
- Фіналіст Кубка СРСР (1): 1969

Особисті здобутки
- Майстер спорту СРСР (1960)
- У списках 33 найкращих футболістів СРСР (1): 1966 (№ 1)